# Institució Pública Antoni M. Alcover
Institució Pública Antoni M. Alcover és una entitat cultural fundada el 1999 a Manacor amb l'objectiu de difondre la figura del filòleg i folklorista manacorí Antoni M. Alcover (1862 – 1932). Alcover és un personatge destacat de la filologia romànica i el folklore conegut principalment per l'elaboració del Diccionari català-valencià-balear i l'Aplec de rondalles mallorquines. La Institució disposa des de 2014 d'un espai museogràfic permanent. Des del setembre de 2021 n'és la Gerent Cristina Duran.

## Història

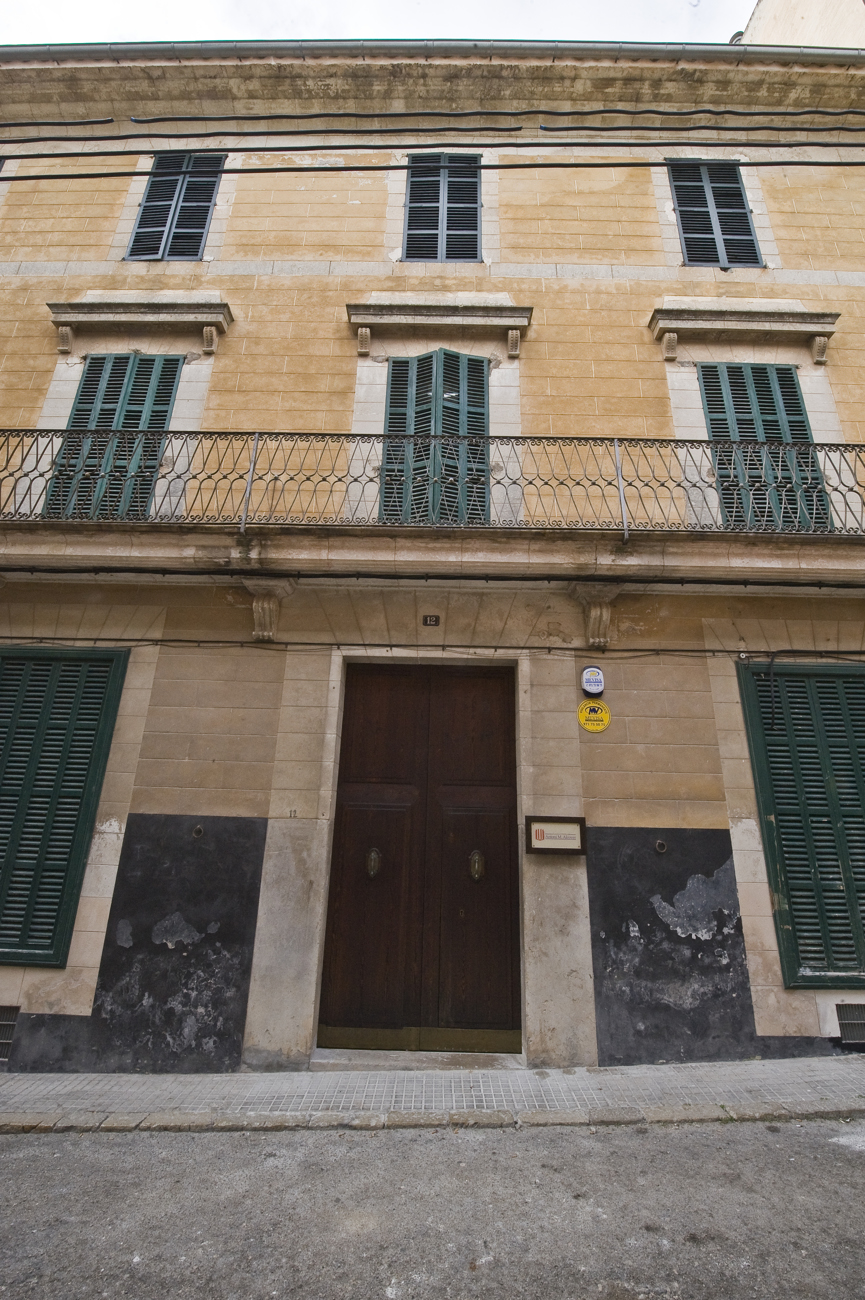
Façana de la Institució Alcover, al Carrer del Pare Andreu Fernàndez (Manacor)

L'origen de la Institució se situa l'any 1999, quan l'Ajuntament de Manacor acordà crear una entitat pública amb el nom del conciutadà Antoni M. Alcover, per retre-li homenatge i per vetllar el seu record. El mateix 1999 se n'aprovaren els primers estatuts de l'entitat. En un inici l'entitat es denominà Fundació Pública Antoni M. Alcover, però el 2008 passà a designar-se Institució Pública Antoni M. Alcover, per tal d'adaptar el nom a la legislació vigent.
D'acord amb els seus estatuts, l'àmbit territorial de la Institució Pública és el de les Illes Balears, en tant que és on principalment es duen a terme les seves activitats. Ara bé, també és reconeguda a la resta de l'Estat i a l'estranger, on estén el seu camp d'actuació.
Des de fa una sèrie d'anys, la Institució Pública treballa en la difusió de les rondalles des de diferents perspectives i mitjans. A tall d'exemple, l'any 2004 encetà una activitat anomenada Taller de rondalles que consistia a contar una rondalla cada setmana. La idea era la de recuperar la tradició oral de contar rondalles, de crear un hàbit de reunir-se per escoltar les històries que Antoni M. Alcover feu arribar. El 2005 i el 2006, a més, es va emetre a la Televisió de Manacor el programa Espai Fundació. Fundació Pública Antoni M. Alcover, per mitjà del qual es retransmetien setmanalment rondalles, informacions d'interès i breus documentals entorn de Mossèn Alcover.

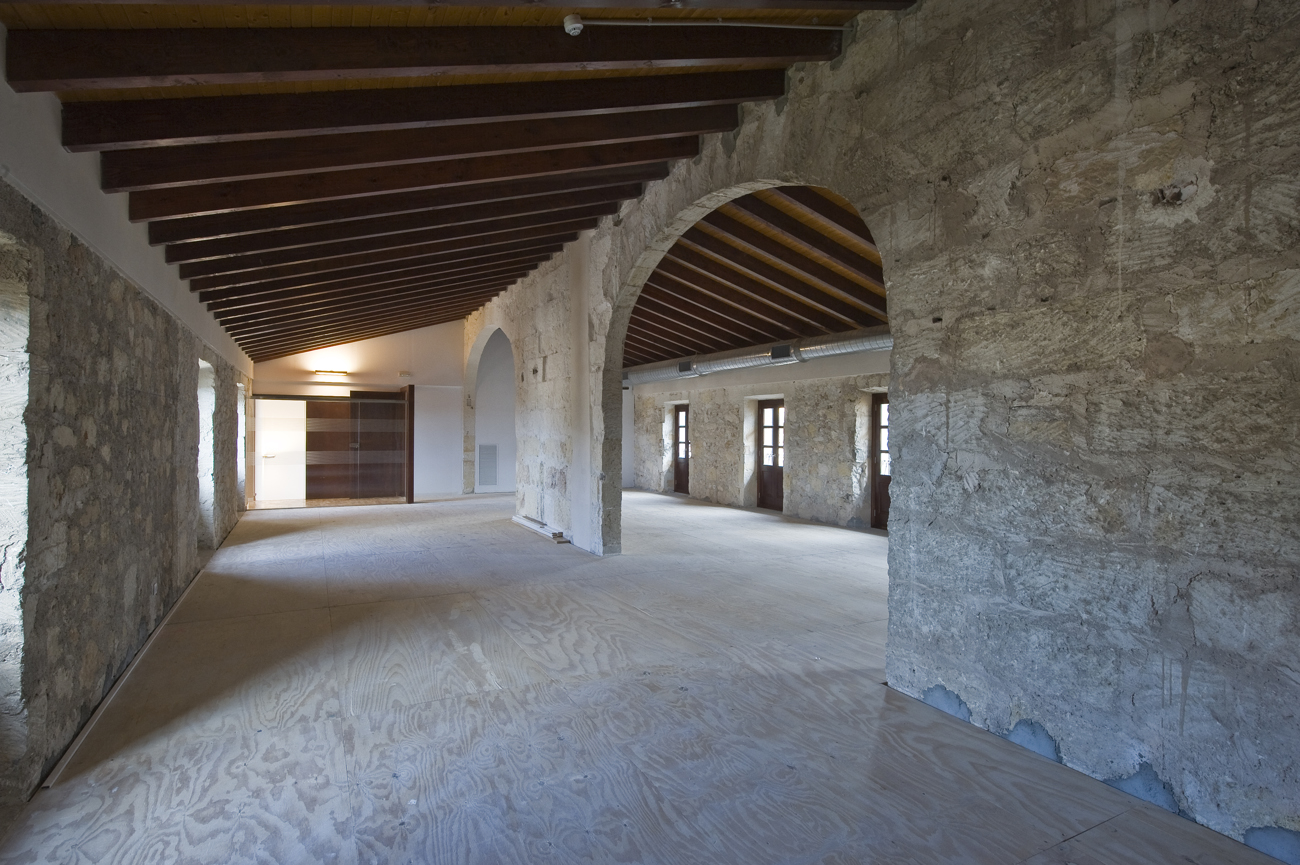
Sostre de la Institució

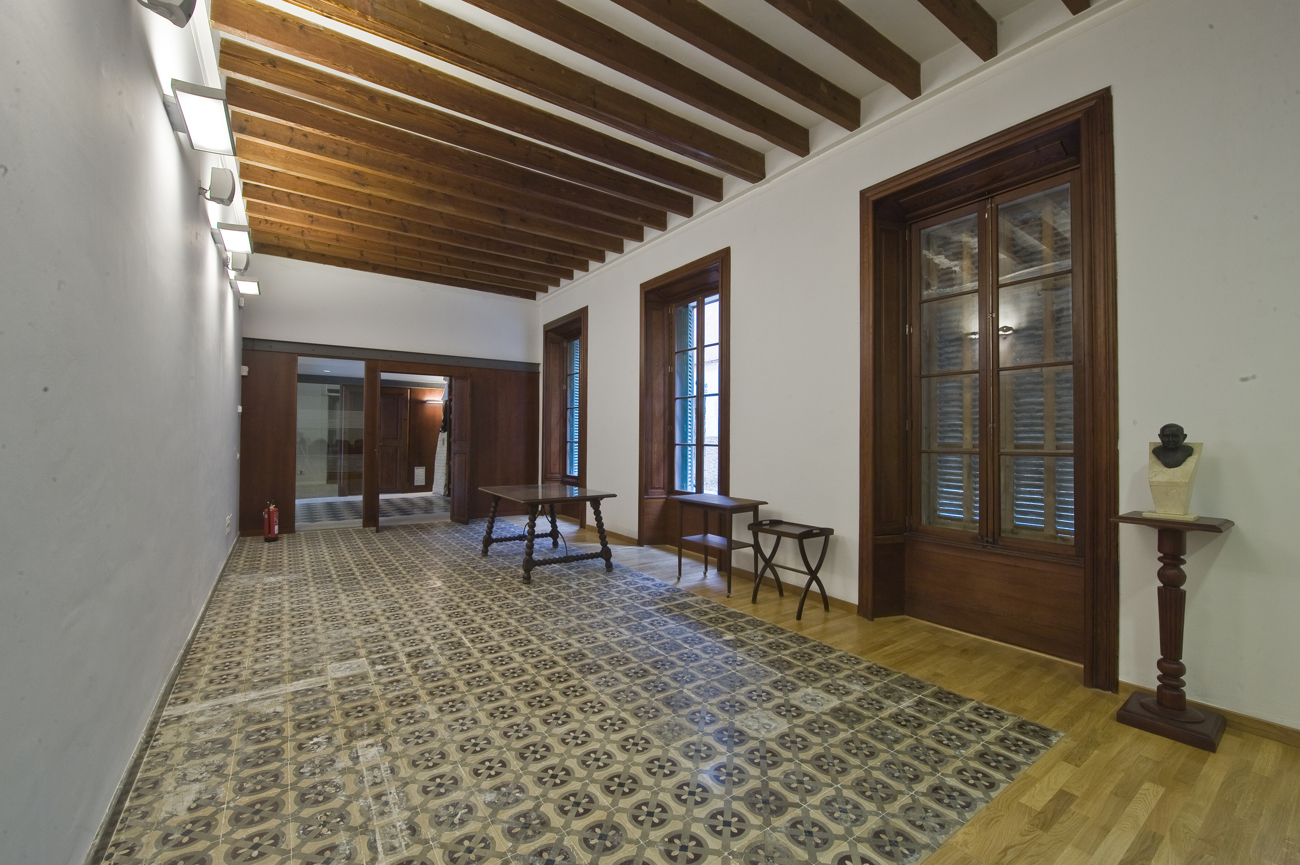
Sala de la Institució

També es va idear un programa de televisió d'abast local, que es va emetre per la Televisió de Manacor del 2007 al 2009, amb el nom de Personatges i rondalles. El programa es dividia en dues parts: la primera era un reportatge sobre la persona convidada i la segona es tractava de la rondalla que contava una mica contextualitzada.

## Activitats

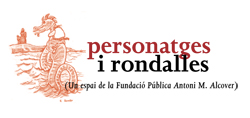
Logotip del programa Personatges i rondalles

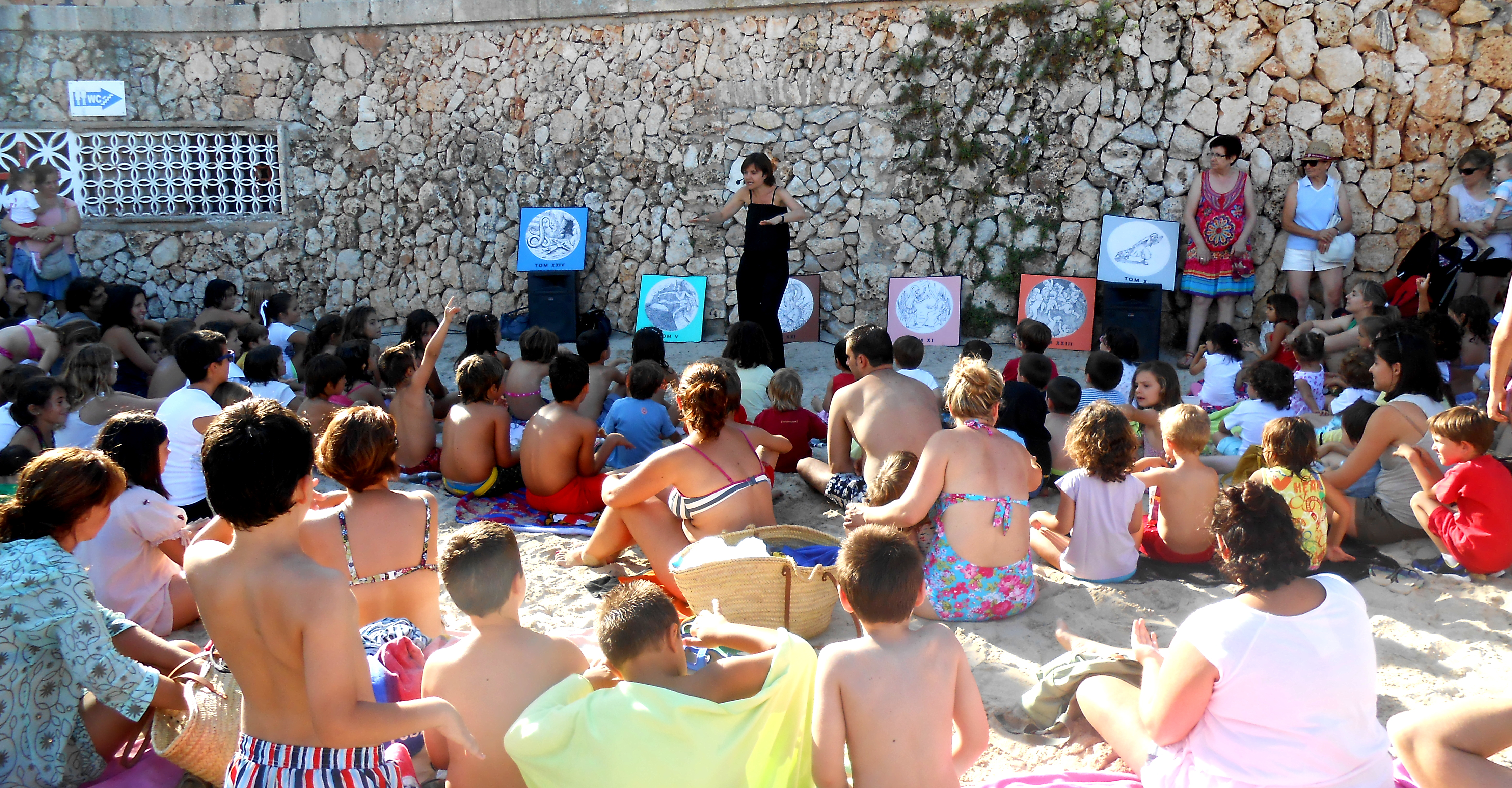
Celebració de la Rondalla damunt l'arena, una activitat molt popular

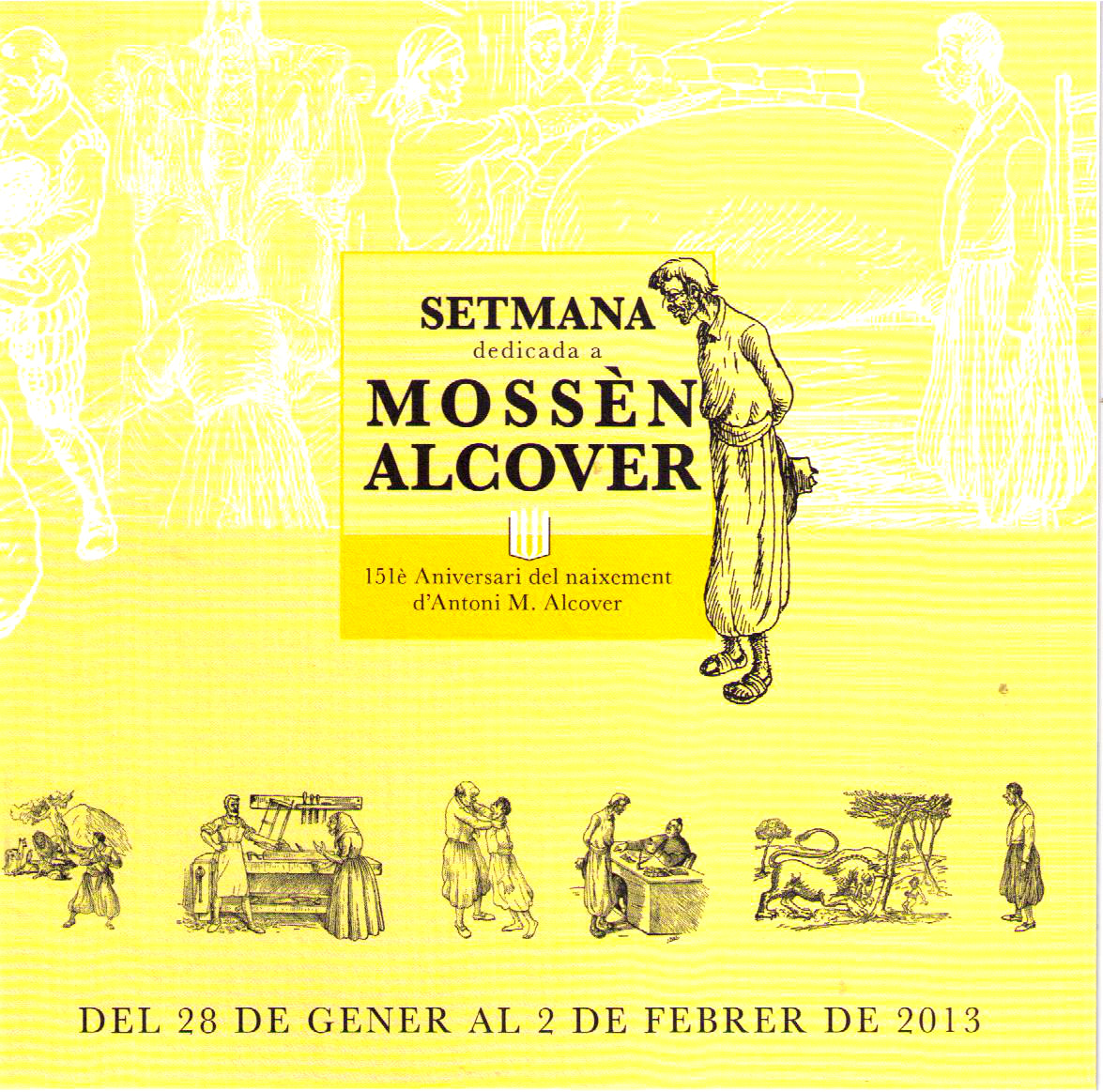
Fulletó de la Setmana dedicaca a Mn. Alcover

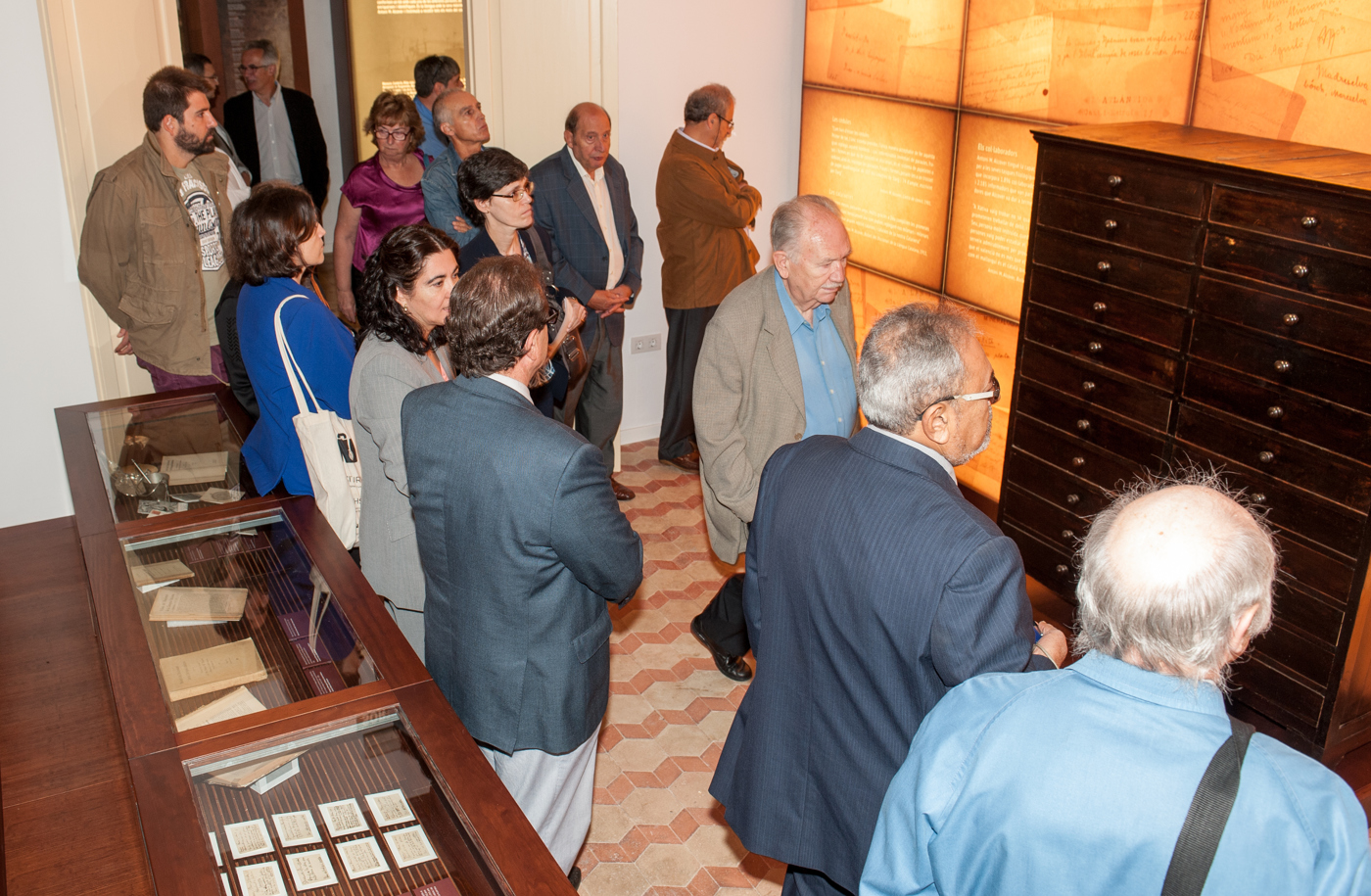
Visita a l'espai museogràfic

## Activitats[calcitació]

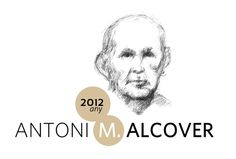
Logotip de l'Any Antoni M. Alcover 2012

La Institució Pública duu a terme tota mena d'activitats vinculades a Mossèn Alcover i a la cultura popular. Així, organitza o ha organitzat presentacions de llibres, cursos de literatura infantil i juvenil, visites d'escolars i altres col·lectius, exposicions, exposicions itinerants, explicació de rondalles per les festes de Nadal, tallers de rondalles, intercanvis i voluntariats lingüístics, conferències, jornades, seminaris, paradetes informatives a fires, concerts, explicació de rondalles damunt l'arena, commemoracions, itineraris, contacontes, contacontes multiculturals, explicació de rondalles per la festa de Sant Antoni, cicles de cinema, la Setmana d'actes dedicaca a Mossèn Alcover, representacions teatrals, la Marató de Rondalles, etc. 

### Setmana Mossèn Alcover
La Setmana dedicada a Mossèn Alcover és una setmana d'actes que organitza anualment la Institució Pública a principis de febrer, entorn del naixement d'Antoni M. Alcover, el 2 de febrer. Cada any, la Setmana de Mossèn Alcover es clou amb una Marató de Rondalles: una contada de rondalles que es fa, de manera ininterrompuda, des de les 9h del matí fins a les 21h del vespre. Les sessions del matí solen estar destinades al públic escolar, tot i que són obertes a tothom, i conten les rondalles actors o narradors professionals. Les sessions del capvespre compten amb personalitats destacades de diferents col·lectius, així, hi han participat metges, batles, esportistes de renom, pintors, economistes, pianistes, músics i poetes, entre molts d'altres.

### Premi Ciutat de Manacor d'Assaig Antoni M. Alcover

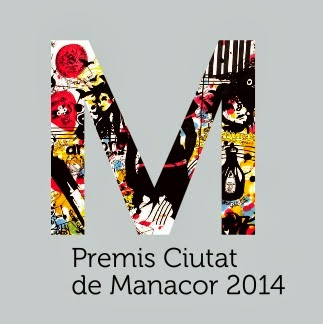
Logotip dels Premis Ciutat de Manacor

El Premi Ciutat de Manacor d'Assaig Antoni M. Alcover substitueix l'antiga Beca Antoni M. Alcover d'Estudi de la Llengua, que es va convocar des del 2002 fins al 2009.
S'hi poden presentar assajos en català sobre l'estudi de la llengua, la literatura, la sociolingüística i la cultura popular. En aquest sentit, es dona prioritat als treballs que se centren en Antoni M. Alcover i que serveixen per aprofundir en el coneixement de la seva vida i obra.
Els Premis Ciutat de Manacor formen part d'un projecte integral del Departament de Cultura de l'Ajuntament de Manacor i hi participen la Institució Pública Antoni M. Alcover, el Teatre de Manacor, el Museu d'Història de Manacor, la Biblioteca de Manacor i la Comissió d'Arts Plàstiques.
Els Premis Ciutat de Manacor, que es convoquen des del 2013, comprenen la modalitat d'Arts Plàstiques i la modalitat de Literatura, que es divideix en quatre apartats: Assaig, Poesia, Teatre i Novel·la. Les quatre modalitats literàries prenen el nom d'insignes escriptors de Manacor: Antoni M. Alcover, Miquel Àngel Riera, Jaume Vidal i Alcover i Maria Antònia Oliver.

## Publicacions
La Institució Pública Antoni M. Alcover ha generat materials de tota classe, tant didàctics com científics i divulgatius.
A més a més, la Institució ha publicat una sèrie d'unitats didàctiques entorn de Mossèn Alcover i les rondalles, que abracen des del primer cicle d'Educació Infantil al segon cicle d'Educació Secundària. També ha creat diversos materials didàctics per acompanyar espectacles teatrals basats en les rondalles i en la vida i l'obra de Mossèn Alcover, com ara N'Alcover i les tres penyores. Antoni M. Alcover, una vida de rondalla (2009).
Altrament, des del 2005 fins al 2011, la Institució va publicar trimestralment un bolletí, el Bolletí de la Institució Pública Antoni M. Alcover, amb la intenció, d'una banda, d'aprofundir en la figura d'Alcover i, de l'altra, de divulgar les seves activitats i propostes. Constava de diverses seccions, que tant pretenien informar com entretenir.